# 服装

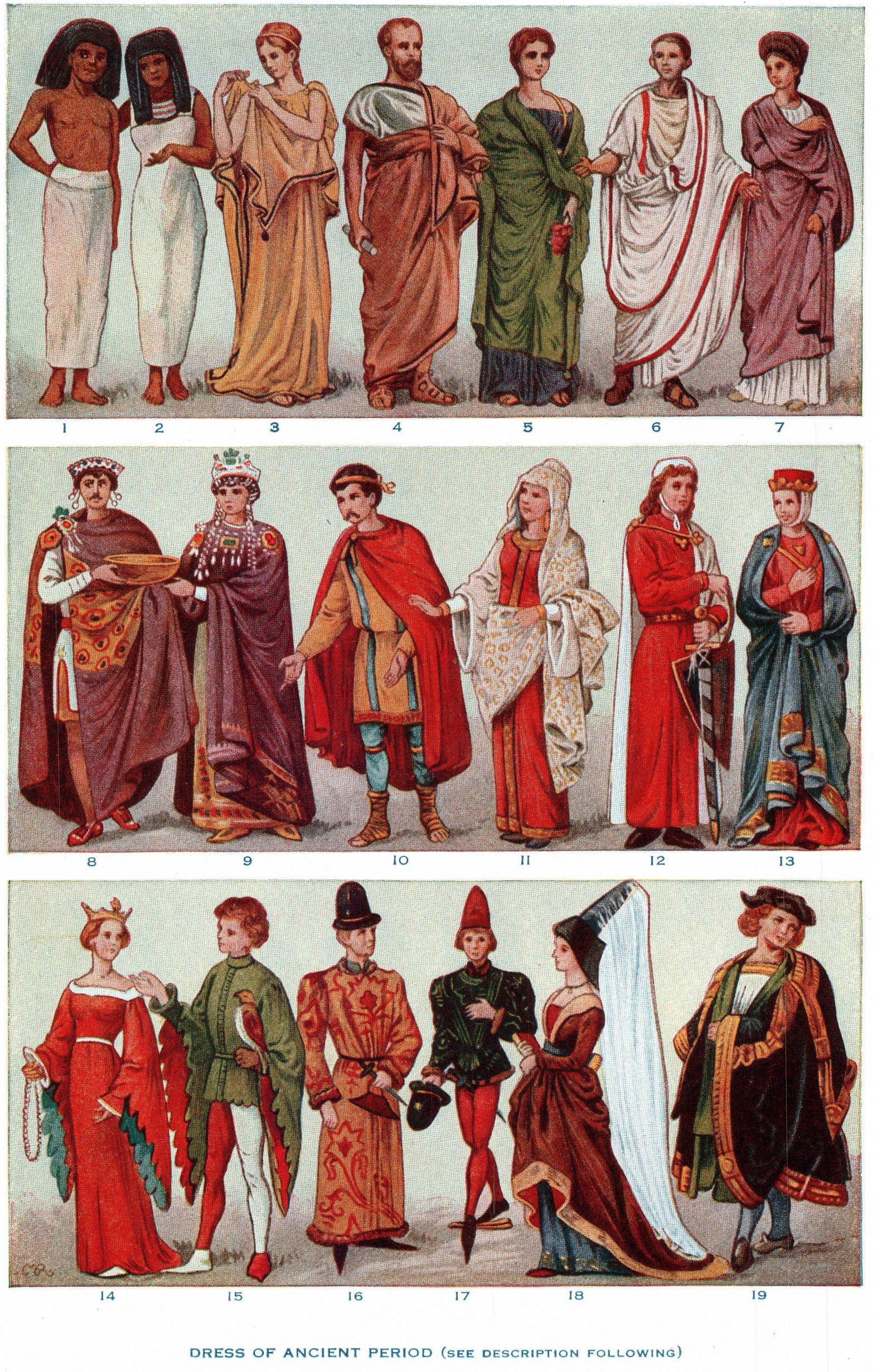
不同时期的欧洲与北非服装类型

服裝（亦稱為衣物、衣服、衣著）最廣義的定義，除了指軀幹與四肢的遮蔽物之外，還包括了手部（手套）、腳部（襪子、鞋子、涼鞋、拖鞋、靴子）與頭部（帽子）的遮蔽物，以及延伸出来的服装配饰。幾乎所有的人類都有穿著衣物的文化。人類穿戴衣物有社會性的理由。服裝中的許多物件都帶有某種文化、宗教與社會意義。某些色彩也和性別有關，例如自第一次世界大戰起，美國社會就習慣將藍色連結到男孩，使粉紅色連結到女孩，而在戰前的情況則剛好相反。
衣物能夠保護脆弱的人體免於天氣與環境的傷害，在一些有潛在危害的活動（像遠足或烹飪時）可以提高安全的程度。衣物可以在人的皮膚和環境中間有一個阻隔，因此不容易受到昆蟲叮咬或是植物刺的傷害。衣物可以使身體維持在較舒適的溫度，避免過冷或過熱。在健康上，衣物也可以減少毒性物質或感染原進入體內，並避免紫外線傷害人體。
除了人類以外，人類也為動物設計了服裝。有些是作為寵物的飾品，有些則出於戰爭或特定防護需求。如盔甲、防火衣、太空衣等。

## 服装的歷史
如果按照人口比率计算，今日几乎所有的人类都穿着衣服。在自然条件下，普通服装只需要数十年就会分解，因此考古学很难获得相关的資料。如今关于服装的史前史知识基本是根据可能是用来制作服装的工具、原始人画像乃至生物学研究等间接证据推断而来。21世纪初由一种生活在人类衣服上的虱子做的线粒体DNA检测表明，这种生物大于在7.2（±4.2）万年前從寄生在人类头发中的虱子分离开来。据此推断人类大约在17万年前开始长时间地穿着服装，这一时间同人类进非洲起源假说相接近。根据这个假说，具有高度智能的人类10万年前从非洲离开，进入相对寒冷的欧亚地区。摩洛哥一洞穴發現骨製工具與動物剝皮後留下的骨骼，表明人類至少從12萬年前就開始製作衣物。已发现的可能是针的工具最早出现在公元前3万年的俄罗斯地区，兽皮可能是最早也是最容易制作的服装，利用树叶、树皮与藤蔓编制衣服则要稍晚一些，至于用纤维编制出布，再用布制作衣服则更为复杂。在各种植物纤维中，亚麻是最早用于编制服装的。而已知最早的亚麻纤维出现在距今3万6千年的格鲁吉亚。整块的纺织物更难寻找。

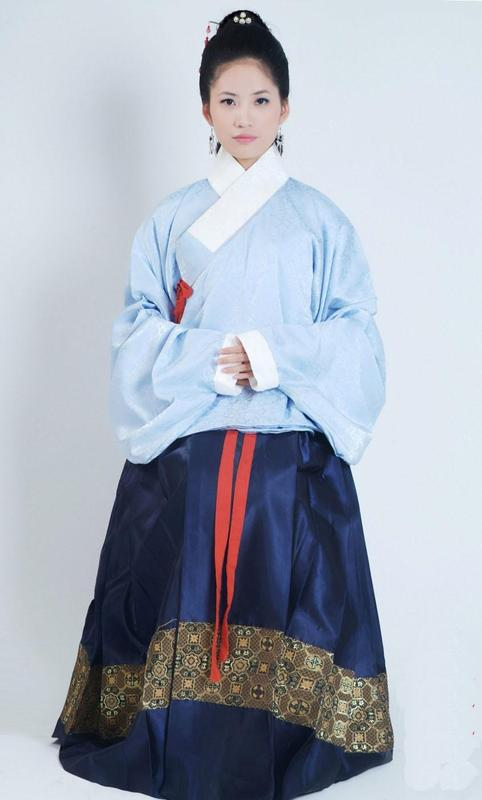
漢服：襖裙

西裝

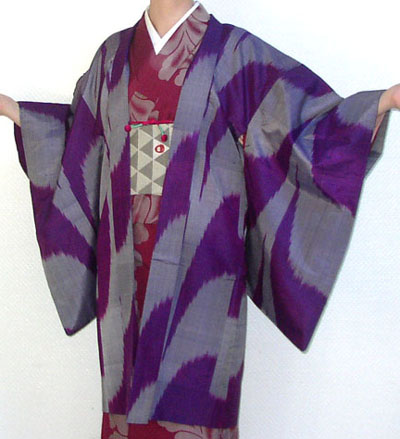
和服

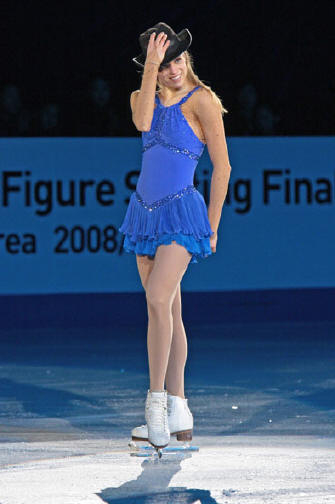
现代溜冰表演服裝

而至于说人类为什么会穿上衣服，也是至今不得而知。从古希腊时人类就开始考虑这方面的问题，流传至今比较有影响力的假说有：
- 保护说：主要是为了驱寒保暖，避免蚊虫叮咬等等。
- 羞耻说：类似于《圣经》中的亚当、夏娃，认为人类穿衣是为了遮羞。
- 吸引异性说：与遮羞相反，认为穿衣是为了引起异性人类的注意。
- 美化说：认为人类穿衣是为了使自己看起来更美观。
- 避邪说：主从神话和文化的角度进行解释。

实际上这些假说都有自己不能解释的问题。

## 服裝的功能
服裝最主要的功能是保護穿著衣服的人，使得感到舒適。在天氣炎熱時，衣服可以使人不要晒傷。在氣候寒冷時，衣服隔熱的功能就格外的重要。若在室內時，衣服的保暖效果就比較不重要了，例如一般若在室內，人們就會將外套、帽子及手套等衣物脫下，特別是在休息或是睡眠的時候。服裝也和地區及氣候有關，像在較熱的地區或是天氣較熱時，就會穿著較通風、涼爽的衣服。
衣服也有社會及文化上的功能，例如表現個人特色、職業、性別及社會地位。許多文化中，服裝的標準反映了有關端莊、宗教、性別及社會地位等。服裝也可以看出一個人的品味及個人風格。
衣服可以有很多不同的材料組成。衣服材質可以是皮革、皮草到天然或合成的纖維。不過不是所有蓋在身上的物品都稱為服裝。如果是攜帶而非穿戴在身上的物品（比如皮包、柺杖和雨傘），通常應該算是配件而非服裝。至於珠寶和太陽眼鏡，雖然在普通口語中會說「穿戴」而非「攜帶」，但是它們通常也被視為是配件。
人類也會用化妝品、香水與其他飾品來裝飾自己的身體；會將自己的頭髮、鬍子與體毛進行修剪、染色與改變，有時候也會動到皮膚（刺青、疤痕與穿洞）。所有這些裝飾都會影響到整體的服裝造型感，但是卻不會成為服裝的一部分。
在一些特殊的環境下，则需要特製的衣服以保護人體，人類也因此發明許多不同環境下的衣物，例如太空衣、護具、潛水裝、泳裝、養蜂人裝、高能見度服裝及其他保護用服裝。

## 便装
服裝、配件與飾品傳達的社會訊息則包含了社會地位、職業、道德與宗教關係、婚姻狀態、以及性暗示等等。人類必須知道這些符碼以辨認出傳遞出來的訊息。如果不同的團體對於同一件服裝或裝飾解讀出不同的涵義，那麼穿衣者可能會激發出一些自己所沒有預期到的反應。

### 社會階級
在許多社會中，擁有高地位的人會將某些特別的服裝或飾品保留給自己來使用。只有羅馬皇帝可以穿戴染成洋紅色的服裝；只有高地位的夏威夷酋長可以穿戴羽毛大衣與鯨齒雕刻。古代中國只有皇帝皇后才可以穿十二章衣和翟服。在許多情況下，有些抑制浪費的法律體系會精細地管理誰可以穿什麼服裝。在其他的一些社會中，沒有法律會去禁止低地位者去穿戴高地位者的服裝，然而那些服裝的高價位很自然就限制了他人的購買與使用。在當代西方社會裡，只有富人能夠負擔得起高級定製服裝（haute couture）。擔心受到社會排擠也有可能限制了服裝的選擇。

### 職業
軍人、警察、消防隊員、醫護人員通常會穿著制服，而許多企業中的員工也可能如此：比如在一些日本制造企业中，他们会要求员工穿着统一干净的服装，一般为白色；既能表达公司对产品质量要求和严谨的作风，同时也弱化同一公司中阶级的区别。中小學生經常會穿著學校制服，而大學生則穿著學院服裝。宗教人士可能會穿著修道士服、袈裟。有時候單是一件服裝或配件就能夠傳達出一個人的職業與／或階級。比如說，主廚頭上所戴的高頂廚師帽。

### 道德、政治與宗教
在世界上許多地區中，民族服裝與服裝風格代表了某個人隸屬於某個地区、地位、宗教等等。一個蘇格蘭人會用格子花紋（tartan）來宣告他的家世；一個正統猶太人會用側邊髮辮（sidelock）來宣告他的信仰；而一個法國鄉村婦女會用她的帽子（cap or coif）來宣告她的村莊。
服裝也可以用來表現一個人對其文化規範與主流價值觀的異議，以及個人的獨立性。在十九世紀的歐洲，藝術家與作家會過著波希米亞式的生活，並且刻意穿著某些服裝來震驚他人：喬治·桑（George Sand）穿著男性的服裝、女性解放運動者穿著短燈籠褲（bloomers）、男性藝術家穿著絲絨馬甲（waistcoat）與俗麗的領巾。波希米亞族、披頭族（beatnik）、嬉皮、哥德族、龐克族繼續在二十世紀的西方進行這個反文化傳統。近年來連高級定製服裝都抄襲了街頭時尚，這或許讓街頭時尚喪失了某些震驚他人的力量，然而它仍舊激勵無數人試圖把自己打扮的酷炫有型。
伊斯兰教世界和穆斯林社区中，通常对成年女性穆斯林服饰有所要求。通常除面部、手部外，要求遮盖身体所有部分。除遮盖头部希贾布外，更有进一步遮盖全身的波卡。

### 性暗示
許多服裝會表現出穿衣者的端莊儀態。比如說，許多穆斯林女性會穿戴上頭部或身體的遮蔽物來表現出她們的地位是值得尊敬的女性。有些服裝則可能有挑逗的意味。比如說，一個西方女性可能會穿著極高的高跟鞋、緊身暴露的黑色或紅色衣服、誇張的化妝、華麗的珠寶以及香水來表現其性暗示。到底什麼樣的服裝是端莊或者挑逗的，在每個文化之間、在同一個文化裡面的不同脈絡下、以及流行隨著時間演進的起起落落而有極端的差異。更有甚者，某些人會選擇去表現出混雜的訊息。比如說，一個沙烏地阿拉伯婦女可能會穿著一件黑紗袍來表現其端莊，然而會選擇使用奢華的布料，並且剪裁合身的黑紗袍，再搭配上高跟鞋與時髦皮包。這些細節全都表現出性暗示來，儘管表面上的訊息是端莊的。

## 對於服裝的戀物
由於服裝與飾品經常與性有許多連結性，人類可能會發展出對服裝的戀物。他們可能會強烈傾向於和穿了某些他們認為性感挑逗的服裝的人發展性關係。在西方文化中，這些戀物可能包含了極高的高跟鞋、蕾絲、皮革或軍裝。日本平安時代的男性會渴望那些剪了平行劉海以及穿上好幾層絲袍的女性。衣著戀物的變化就和流行時尚一樣多。有時候衣物本身就會變成戀物的對象，例如：某些人們對於他人使用過的內衣褲及鞋襪產生渴望的心態不等。

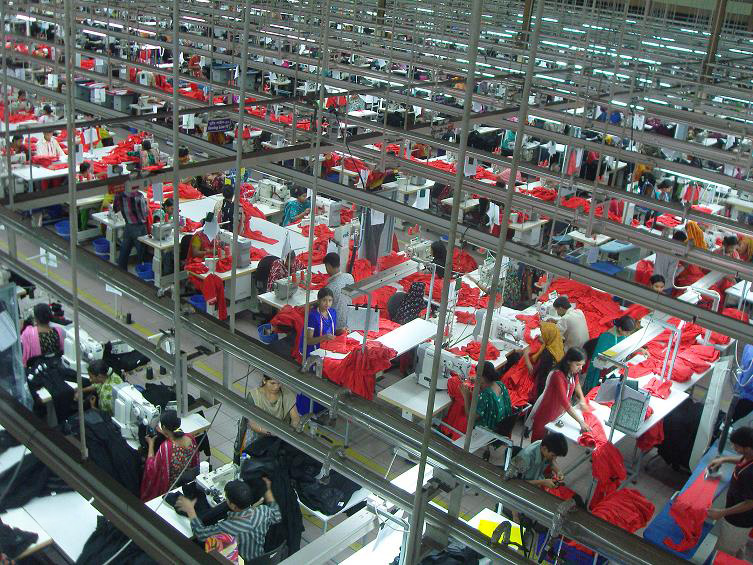
現代服裝廠

极端情況下会发展成：欧洲的束腹、中國的纏足。

## 衣物材質
衣物材質一般包括棉，涤纶，锦纶等各种纤维制品的编制物，由编织产生布料最后加工成服装。同样的在现代社会中更多的材料被引进入了服装材料的生产中，比如说金属，纸等。
常見的衣物材料有：
- 布
- 絲
- 羽毛
- 毛皮
- 皮革
- 尼龍
- 麻

較不常見的衣物材料有：
- 樹皮
- 紙
- 橡皮
- 聚氯乙烯（PVC）
- 塑膠
- 金屬

## 生命周期

### 保養
服装的损坏来自内外两个方面。以內側來說，人體脱落的表皮細胞、分泌的油脂、排出的汗、尿液及粪便，這些都會讓衣服變髒。以外側來說，陽光、濕氣、磨損及污垢也會使服装表面受損。而跳蚤和虱子也可能會藏身在衣服中。若沒有清洗及修補，衣物穿在身上會讓身體發痒、看起來不好看，或者有些功能性损失（比如像鈕扣或拉鍊可能會損壞無法使用，面料变薄甚至被撕破，等等）。
有時人們會一直穿一件衣服，不清洗，直到它不能穿為止。皮衣不易清洗，而树皮布只要一洗就會溶解了。人們可以修補破損之處，將表面的髒污去除。不過舊的皮衣及树皮布看起來就是舊舊的。
不過大部份的服裝是由布作的，而大部份的布是可以洗及修補的。

### 清洗、熨烫、存放
洗衣方式有許多種，从早期的在河溪旁的石头上捶打衣物到現在用电动洗衣機清洗或乾洗（用水以外的干洗剂溶解污渍）。水洗後需要晾乾或烘乾。有些材料遇水會縮水（如羊毛、皮革）或褪色（某些絲綢製品），此時可以配合化學溶劑乾洗。
有些纖維材料的衣物，若只是洗好晾乾，上面會出現皺紋，用熨斗燙過可以消除衣服上的皺折。而有些纖維衣物上面用的是免烫材質，即使不燙也不會有明顯的皺折。
熨完后可叠起来或挂到衣挂上。

### 修补
在过去，织补是一门艺术。一个小心翼翼的裁缝可以将破口修补的完全看不出来。当今，衣服被视为消耗品。大规模生产的服装比起修补衣服的手工费用更低。因此许多人宁愿再买新衣也不愿修补衣服。

### 循环
用过的不能穿的衣服可以被用来制作薄被、抹布、地毯、绷带，以及其他很多家用的需要。旧衣物还可以被回收用于造纸。质量较好的旧衣物也会被大量收集、处理、分类后运送到贫穷国家继续使用。

## 全球贸易
2018年，欧盟成员国进口了价值1660亿欧元的服装，其中51%（840亿欧元）来自欧盟以外的国家。 同年，欧盟成员国出口了价值1160亿欧元的服装，其中77%出口到其他欧盟成员国。 根据世界贸易组织（WTO）的报告，2022年全球服装出口总额达到7901亿美元，比2021年增长10.6%。中国是全球最大的服装出口国，出口额为1784亿美元，占全球市场份额的22.6%。其次是孟加拉国（408亿美元）、越南（398亿美元）、印度（361亿美元）和土耳其（297亿美元）。

## 延伸阅读
[在维基数据编辑]
 《欽定古今圖書集成·經濟彙編·禮儀典·衣服部》，出自陈梦雷《古今圖書集成》

## 外部連結
- The Internet Public Library - Clothing resources
- La Couturière Parisienne （页面存档备份，存于）
- Japanese scientist invents 'invisibility coat' - BBC News （页面存档备份，存于）
- German Hosiery Museum (English language)
- apparel directory